# FIL Juniorenweltcup Rennrodeln auf Naturbahn 2014/15
Die Premiere des FIL Juniorenweltcup Rennrodeln auf Naturbahn startete in der Saison 2014/15 am 8. Januar 2015 in Umhausen (AUT) und endete am 8.  Februar 2015 in Oberperfuss (AUT). Höhepunkt der Saison war die 33. FIL-Naturbahnrodel-Junioreneuropameisterschaft vom 5. bis zum 8. Februar 2015 ebenfalls in Oberperfuss (AUT) statt.

## Damen-Einsitzer

### Ergebnisse
| Datum                          | Ort          | Siegerin           | Zweite          | Dritte          |
| ------------------------------ | ------------ | ------------------ | --------------- | --------------- |
| 8. bis 11. Januar 2015         | Umhausen     | Alexandra Pfattner | Greta Oberrauch | Mara Pfeifer    |
| 24. bis 25. Januar 2015        | Winterleiten | Alexandra Pfattner | Greta Oberrauch | Nadine Staffler |
| 30. Januar bis 1. Februar 2015 | Latzfons     | Alexandra Pfattner | Greta Oberrauch | Auer Maria      |
| 5. bis 8. Februar 2015         | Oberperfuss  | Darja Malejewa     | Sara Bachmann   | Greta Pinggera  |

### Weltcupstand
Endstand
| Rang | Name                 | Punkte |
| ---- | -------------------- | ------ |
| 01   | Alexandra Pfattner   | 350    |
| 02   | Greta Oberrauch      | 297    |
| 03   | Mara Pfeifer         | 224    |
| 04   | Nadine Staffler      | 210    |
| 05   | Andrea Kuntner       | 170    |
| 06   | Vanessa Stadler      | 160    |
| 07   | Daniela Mittermair   | 145    |
| 08   | Vanessa Markt        | 141    |
| 09   | Martina Rowold       | 126    |
| 10   | Christa Unterholzner | 120    |

## Herren-Einsitzer

### Ergebnisse
| Datum                          | Ort          | Sieger              | Zweiter            | Dritter             |
| ------------------------------ | ------------ | ------------------- | ------------------ | ------------------- |
| 8. bis 11. Januar 2015         | Umhausen     | Thomas Unterholzner | Fabian Achenrainer | Dominik Kirchmair   |
| 24. bis 25. Januar 2015        | Winterleiten | Thomas Unterholzner | Florian Markt      | Dominik Kirchmair   |
| 30. Januar bis 1. Februar 2015 | Latzfons     | Thomas Unterholzner | Dominik Profanter  | Lukas Gasser        |
| 5. bis 8. Februar 2015         | Oberperfuss  | Dominik Kirchmair   | Alexei Martjanow   | Thomas Unterholzner |

### Weltcupstand
Endstand
| Rang | Name                | Punkte |
| ---- | ------------------- | ------ |
| 01   | Thomas Unterholzner | 370    |
| 02   | Dominik Kirchmair   | 300    |
| 03   | Lukas Gasser        | 225    |
| 04   | Florian Markt       | 209    |
| 05   | Fabian Achenrainer  | 189    |
| 06   | Armin Folie         | 184    |
| 07   | Florian Haselrieder | 181    |
| 08   | Philip Haselrieder  | 178    |
| 09   | Laurin Kompatscher  | 166    |
| 10   | Thomas Hörburger    | 131    |

## Doppelsitzer

### Ergebnisse
| Datum                          | Ort                 | Sieger   | Sieger                            | Zweite  | Zweite                           | Dritte  | Dritte                           |
| ------------------------------ | ------------------- | -------- | --------------------------------- | ------- | -------------------------------- | ------- | -------------------------------- |
| 8. bis 11. Januar 2015         | Umhausen            | Italien  | Armin Folie – Elias Gruber        | Italien | Giovanni Salvadore – Manuel Gaio |         |                                  |
| 24. bis 25. Januar 2015        | Obdach-Winterleiten | Italien  | Armin Folie – Elias Gruber        | Italien | Giovanni Salvadori – Manuel Gaio |         |                                  |
| 30. Januar bis 1. Februar 2015 | Latzfons            | Italien  | Armin Folie – Elias Gruber        | Italien | Giovanni Salvadori – Manuel Gaio |         |                                  |
| 5. bis 8. Februar 2015         | Oberperfuss         | Russland | Alexei Martjanow – Nikita Tarasov | Italien | Armin Folie – Elias Gruber       | Italien | Giovanni Salvadori – Manuel Gaio |

### Weltcupstand
Endstand
| Rang | Name                                  | Punkte |
| ---- | ------------------------------------- | ------ |
| 01   | Armin Folie – Elias Gruber            | 385    |
| 02   | Italien – Manuel Gaio                 | 325    |
| 03   | Alexei Martjanow – Nikita Tarasov     | 100    |
| 04   | Josef Limmer – Oiver Schiller         | 60     |
| 05   | Maxi Leiner – Maxi Seidl              | 55     |
| 06   | Muhammet Dellalbasi – Coskun Ercoskun | 50     |